# اسرد
اسرد (به اسپانیایی: Acered) یک شهرستان در اسپانیا است که در استان ساراگوسا واقع شده‌است.

## خصوصیات
اسرد ۳۰ کیلومترمربع مساحت و ۱۹۸ نفر جمعیت دارد.